# Чекано
Чека̀но (на италиански: Ceccano) е град и община в Централна Италия, провинция Фрозиноне, регион Лацио. Разположен е на 200 m надморска височина. Населението на общината е 23 083 души (към 2010 г.).